# Gałczewko (przystanek kolejowy)
Gałczewko – nieczynny przystanek kolejowy w Gałczewku, w gminie Golub-Dobrzyń, w powiecie golubsko-dobrzyńskim, w województwie kujawsko-pomorskim, w Polsce. Przystanek został zamknięty w dniu 1 października 1999 roku.